# رالف مور
رالف مور (بالإنجليزية: Ralph Moor)‏ هو حاكم الدولة نيجيري، ولد في 31 يوليو 1860 في Furneux Pelham ‏ في المملكة المتحدة، وتوفي في 14 سبتمبر 1909 في بانس ‏ في المملكة المتحدة.